# كينت كينير
كينت كينير (بالإنجليزية: Kent Kinnear)‏ مواليد 30 نوفمبر 1966 في نابرفيل، هو لاعب كرة مضرب أمريكي سابق بدأ مسيرته كمحترف سنة 1988 وكان يلعب باليد اليمنى. أعلى تصنيف له في الفردي كان المركز الـ 163 في سنة 1992. أعلى تصنيف له في الزوجي كان المركز الـ 24 في سنة 1992.

## روابط خارجية
- كينت كينير على موقع رابطة محترفي التنس (الإنجليزية)
- كينت كينير على موقع الاتحاد الدولي لكرة المضرب (الإنجليزية)
- كينت كينير على موقع خلاصة التنس.كوم (الإنجليزية)